# 尼基·亨特
尼古拉斯·布雷特·"尼基"·亨特（英語：Nicholas Brett "Nicky" Hunt，1983年9月3日—）是一名英格蘭職業足球員，擔任右後衛，出身保頓，現時效力英乙球會阿克寧頓。

## 生平

### 球會
保頓
亨特在2000年保頓升上英超的首個球季開始代表一隊上陣，在艾拿戴斯於2007年離隊後逐漸失去正選席位。
2008年11月3日他被外借到英冠球隊伯明翰城1個月，12月8日續借1個月。由於保頓後防受傷兵困擾，於12月30日結束借用，期間共獲上陣11場。但他仍沒有再在保頓取得上陣機會，於2010年1月7日再被外借到英冠球會打比郡1個月，獲派在兩場聯賽及一場英格蘭足總盃上陣，於1月25日獲延長借用直到球季結束。由於亨特與保頓尚餘1年合約，打比郡領隊尼祖·哥洛夫（Nigel Clough）表示有意來季續借。
布里斯托城及普雷斯頓
2010年7月30日亨特結束與保頓長達10年的賓主關係，以自由身加盟英冠球會布里斯托城，簽約兩年。但他在多任領隊麾下均沒有獲得重用，兩年來僅獲派上陣8場，於2012年1月31日與布里斯托城提前解約離隊。
2012年2月5日亨特與英甲球會普雷斯頓簽署短期合約效力至球季結束。

### 國家隊
亨特於2004年2月首次代表英格蘭U-21上陣出戰荷蘭，其後合共10次出賽。

## 外部連結
- 足球数据库：亨特的球员统计数据
- 保頓官網 亨特資料
- 4thegame.com 亨特資料
- Walking Down The Manny Road 亨特資料